# HeroQuest
HeroQuest, ook wel geschreven als: Hero Quest, is een bordspel in het fantasygenre, gecreëerd door Stephen Baker en geproduceerd door de Milton Bradley Company in samenwerking met Games Workshop. 
Het speelt zich af in de Oude Wereld zoals gepresenteerd in Warhammer Fantasy Battle. Daarnaast zijn er diverse wezens uit de Europese mythologie in verwerkt (die ook bekend zijn van bijvoorbeeld Tolkiens epos In de ban van de ring). Daarnaast bevat het spel enkele elementen uit bekende sciencefictionstrips, zoals Iron Man.

## Het spel

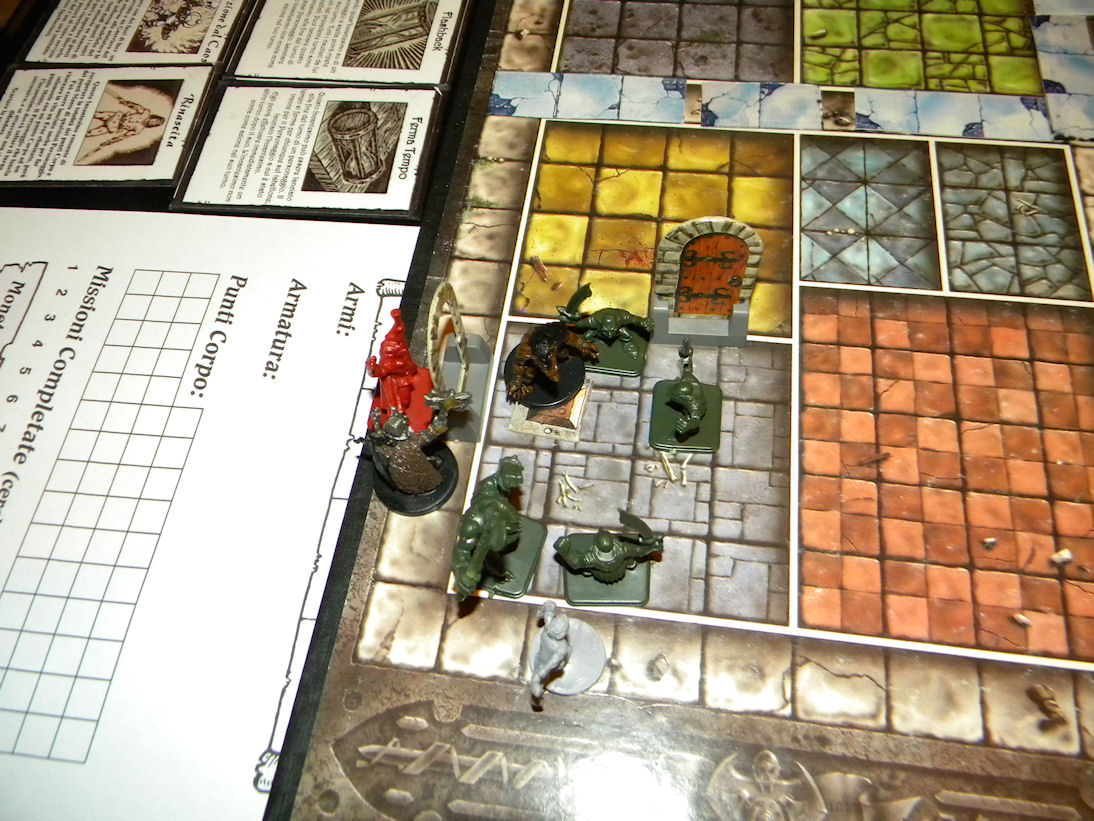
Spelmateriaal: rechts bord met figuren, links puntenformulier en kaarten met spelaanwijzingen

Het spelbord is verdeeld in vlakken, waarop de spelmeester een kerker kan creëren. De spelers doorlopen avonturen die elk een vooraf vastgesteld scenario hebben, waarbij een soort rollenspel gespeeld kan worden. Elk avontuur kan op verschillende manieren worden gespeeld. Aan het eind van elk avontuur verlaten de helden via de keldertrap het bord weer, tenzij ze zijn gedood door hun tegenstanders.
Het spel wordt gespeeld met kleine schaalmodellen naar het voorbeeld van verschillende fantasyfiguren, de helden: de Barbaar, de Elf, de Dwerg of de Tovenaar. De spelers moeten aan het begin van een avontuur elk een van deze helden kiezen. In sommige varianten van het spel kunnen de helden op hun beurt krijgsmannen inhuren. 
Eén speler is de tegenstander van de maximaal vier spelers die met een held spelen. Deze tegenstander stuurt onder meer de monsters aan, zoals Orks, Kobolden, Fimirs, ondoden en levende skeletten. De tegenstander wordt vertegenwoordigd door de tovenaar Morcar (in nieuwere spelversies Zargon genaamd). Dit is een afvallige leerling van Mentor. Mentor is een onzichtbare figuur (mede gebaseerd op de Iron Man-strip) die de helden op weg helpt en aan het begin van elk avontuur de tekst met de opdracht van perkament voorleest. 
De speler die aan de beurt is gooit dobbelstenen om verder te komen. Daarnaast zijn er aparte dobbelstenen waarmee de helden en de monsters tegen elkaar vechten. Verder zijn er kaarten die extra mogelijkheden of moeilijkheden geven, zoals genezing, magie, lopen door muren en het moeten overslaan van een beurt. Spelers kunnen lichaamspunten en verstandspunten krijgen of verliezen; als een van beide op nul komt is de spelfiguur dood. Op het bord worden deuren geplaatst die door de spelers geopend kunnen worden, maar niet door de tegenstander. Een geopende deur wordt van het bord gehaald. Ook zijn er verschillende typen vallen.

## Geschiedenis
HeroQuest kwam in Engeland voor het eerst in de handel in 1989. In 1992 won het de Origins Award, voor de categorie van beste grafische presentatie van een bordspel (Best graphic Presentation of a Boardgame), ook voor de monsters in het spel. 
Het spel werd in eerste instantie van Milton Bradley opgekocht door Issaries, Inc.. In 2020 kocht Hasbro (waar Milton Bradley onderdeel van is) het handelsmerk weer terug van Moon Design Publications, dat het een aantal jaar eerder van Issaries, Inc. had overgenomen.
Er zijn – met name in de eerste jaren na het uitkomen van het oorspronkelijke spel en daarna opnieuw vanaf 2020 – verschillende uitbreidingssets in de handel gebracht, zoals Kellar's Keep (Kellars kerkers), Return of the Witch Lord (Terugkeer van de Heksenmeester), Wizards of Morcar (De Magiërs van Morcar), Against the Ogre Horde, Jungles of Delthrak, The Mage of the Mirror (waarin ook een vrouwelijke elf als nieuwe hoofdfiguur is geïntroduceerd), Rise of the Dread Moon en Frozen Horror. Een deel van deze uitbreidingen is alleen in Noord-Amerika uitgekomen.